# 姚
姚（よう）は、漢姓の1つ。『百家姓』の第101位で、上古八大姓の一つ。
2020年の中華人民共和国の第7回全国人口調査（国勢調査）に基づく姓氏統計によると中国で51番目に多い姓であり、571.52万人がいる。一方、台湾の2018年の統計では第72位で、40,515人がいる。

## 起源
舜が起源。舜が姚墟で生まれたため、舜の子孫が姚姓になる。

## アルファベット表記
中国系の姓を持つ者がパスポートを取得したり、英語圏などのアルファベット使用国に住む際には、必ずしも普通話の発音ではなく、本人（またはその祖先）の出身地における方言に基づいたアルファベット表記が用いられる。例えば北京語を話す地域の出身者は「Yao」、広東語を話す地域（特に香港）の出身者は「Yiu」と表記される。

## 有名人
- 舜（姚重華） - 中国神話に登場する君主。五帝の一人。
- 姚萇 - 五胡十六国時代の後秦の創建者。
- 姚崇 - 唐の政治家。
- 姚文元 - 中華人民共和国の政治家。「四人組」の一人。
- 姚依林 - 中華人民共和国の政治家。
- 姚明 - 中国のプロバスケットボール選手。
- フェービー・ヤオ - 中華民国のゴルフ選手。
- アンドリュー・チーチー・ヤオ（姚期智） - 著名な計算機科学者にして計算理論家。
- 姚晨（中国語版） - 中華人民共和国の女優。
- 姚愛甯（中国語版） - 台湾の女優。

## 朝鮮人の姓
姚(ヨ)は、朝鮮人の姓の一つ。2015年の韓国の国勢調査による人口は29人。

### 氏族
2015年の韓国の国勢調査によると、徽州姚氏は5人がいる。残りの24人の本貫は不明。